# Leptoancistrus
Leptoancistrus – rodzaj słodkowodnych ryb sumokształtnych z rodziny zbrojnikowatych (Loricariidae). Spotykane w hodowlach akwariowych.

## Występowanie
Kolumbia i Panama.

## Klasyfikacja
Gatunki zaliczane do tego rodzaju:
- Leptoancistrus canensis
- Leptoancistrus cordobensis

Gatunkiem typowym jest Acanthicus canensis (L. canensis).